# Jan Cordius
Jan Cordius (født 12. april 1966) er en tidligere dansk atlet.
Cordius var frem til och med 1992 medlem af Fredensborg AK derefter i Sparta Atletik. Han deltog i VM i Gøteborg 1995i diskoskast.
Han er indehaver af den danske rekord i kastefemkamp med 4895 point sat 4. juni 1995 og har haft den danske rekord i hammerkast. Han har vundet 15 danske mesterskaber. Efter karriernen som kaster har han gennemført et maratonløb
Cordius er uddannet som Ergoterapeut og har blandt andet arbejdet på Bispebjerg Hospital. Har tidligere arbejdet 18 år for Nike Danmark.
I dag er han selvstændig og laver sensomotoriske ortopædiske indlægssåler.

## Danske mesterskaber
- Bronze  1998    Diskoskast 51,46
- Guld  1997    Diskoskast  54,38
- Guld 1996    Vægtkast  20,89
- Guld 1996    Kastefemkamp  4720p
- Guld 1995    Kuglestød  17,03
- Guld 1995    Diskoskast  55,96
- Sølv 1995    Hammerkast  68,98
- Guld 1994    Vægtkast  21,14
- Sølv 1994    Diskoskast  52,94
- Sølv 1994    Hammerkast  64,52
- Bronze 1994    Kuglestød  14,97
- Guld 1993    Kuglestød inde   16,36
- Guld 1992    Diskoskast  53,70
- Guld 1992    Vægtkast  19,08
- Sølv 1992    Hammerkast  66,72
- Bronze 1992  Kuglestød  15,63
- Guld 1991    Diskoskast  54,84
- Guld 1991    Hammerkast  64,56
- Guld  1991  Vægtkast  19,48
- Bronze  1991  Kuglestød  15,01
- Guld  1990    Hammerkast  62,54
- Guld  1990  Vægtkast  20,18
- Sølv  1990  Diskoskast  50,26
- Bronze  1990  Kuglestød 14,90
- Guld  1989   Hammerkast 63,10
- Sølv  1989    Diskoskast  50,28
- Bronze  1989  Spydkast  64,64
- Sølv 1987    Hammerkast  56,22

## Personlige rekorder
- Kuglestød: 17,03 1995
- Diskoskast: 61,16 24. juli 1995
- Hammerkast: 70,54 4. juni 1995
- Vægtkast: 21,36 1995
- Spydkast: 65,68 1993
- Kastefemkamp: 4895 point 4. juni 1995 (DR)